# Nazionale maschile di calcio della Danimarca
La nazionale di calcio della Danimarca (in danese Danmarks herre-fodboldlandshold) è la rappresentativa calcistica della Danimarca e ha come colori il bianco e il rosso, che richiamano il cromatismo della bandiera nazionale.
Nella sua bacheca spiccano la vittoria del campionato d'Europa nel 1992 e della seconda edizione della FIFA Confederations Cup nel 1995 (all'epoca denominata Coppa Re Fahd). Al campionato del mondo il migliore risultato ottenuto dai danesi sono i quarti di finale nel 1998, in sei partecipazioni complessive fino al 2022. La nazionale danese degli anni ottanta fu una delle squadre più ammirate nella storia del calcio mondiale, pur non avendo vinto né un europeo né un mondiale. La nazionale danese è stata finalista nella seconda edizione della Coppa dei Campioni CONMEBOL-UEFA, la competizione che mette di fronte le nazionali detentrici della Coppa America e del campionato europeo.
Il record di presenze è detenuto dal centrocampista Christian Eriksen (133 presenze), mentre quello di gol appartiene, in coabitazione, a Poul Nielsen e Jon Dahl Tomasson, entrambi a quota 52 reti.
Nella classifica mondiale della FIFA, istituita nell'agosto 1993, la Danimarca ha ottenuto come miglior piazzamento il 3º posto del maggio 1997, mentre la posizione peggiore è il 51º posto dell'aprile 2017. Occupa il 20º posto della graduatoria.

## Storia

### Gli inizi

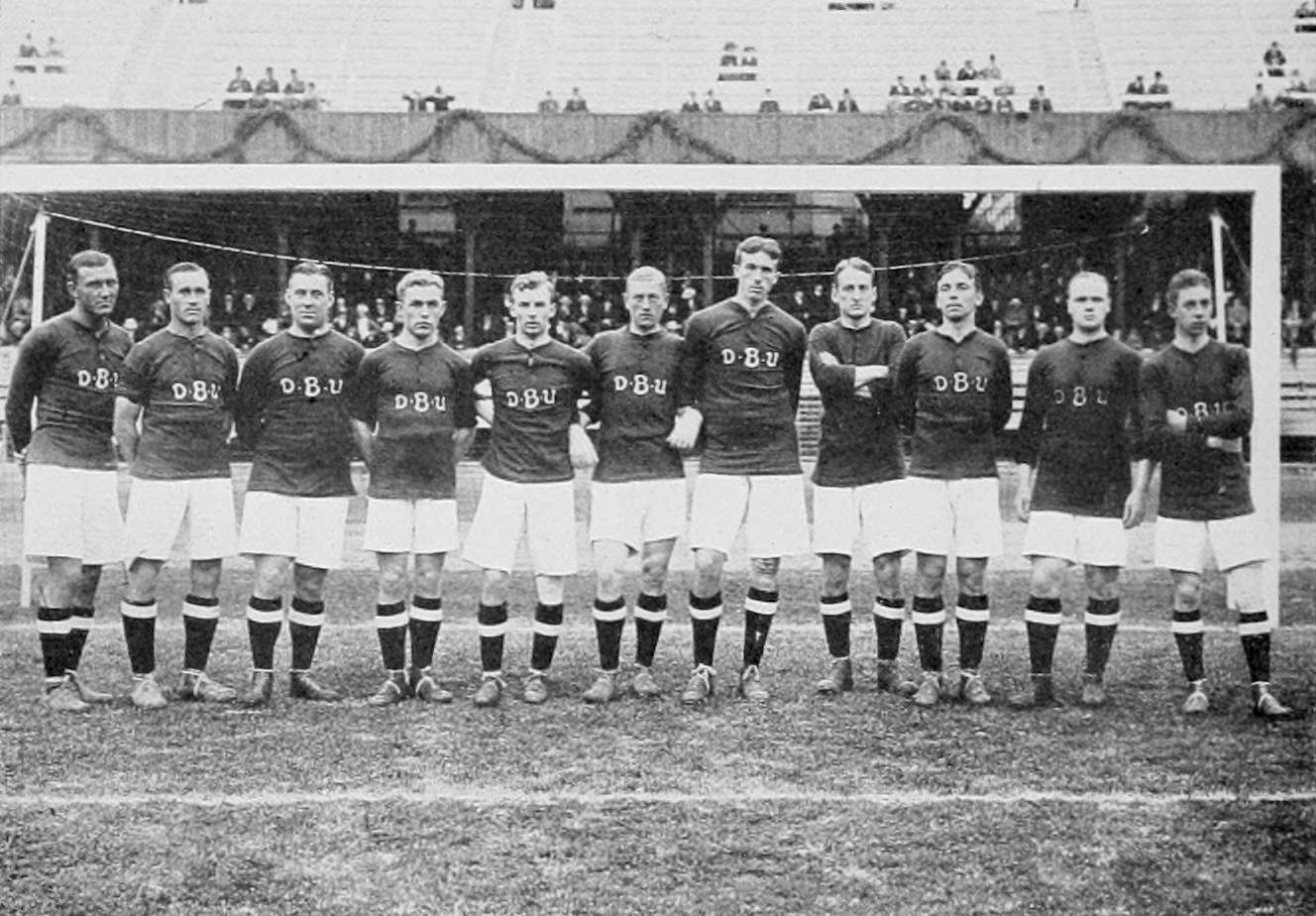
Selezione danese ai Giochi olimpici di Stoccolma del 1912, dove si aggiudicò il secondo argento consecutivo

Le prime partite ufficiali della Nazionale risalgono al 1908, alle Olimpiadi di Londra: il 19 ottobre vi fu l'esordio contro la Francia B, sconfitta per 9-0. Il 22 ottobre fu poi sconfitta la Francia A con il clamoroso risultato di 17-1, rimasto negli annali come la vittoria con il maggiore scarto di tutti i tempi per i danesi. Nell'incontro, Sophus Nielsen realizzò ben 10 reti che gli permisero, insieme a quella messa a segno nella prima gara, di laurearsi capocannoniere del torneo. I danesi furono poi sconfitti per 2-0 dal Regno Unito in finale.
Quattro anni dopo, ai Giochi di Stoccolma, la Danimarca sconfisse prima la Norvegia per 7-0, quindi per 4-1 i Paesi Bassi in semifinale, e dovette accontentarsi del secondo argento consecutivo perdendo nuovamente con la Gran Bretagna, questa volta per 4-2. Dopo l'eliminazione subita al primo turno dalla Spagna ai Giochi di Anversa, la Federazione danese iscrisse la Nazionale solo a tornei minori fino al 1948, oltre a farle disputare incontri amichevoli. La squadra vinse la Nordisk Mesterskap 1924-1928, prima edizione dei Campionati nordici, battendo Svezia e Norvegia. Si sarebbe aggiudicata il trofeo anche nelle edizioni 1978-80 e 1981-85.

### Il mantenimento del dilettantismo

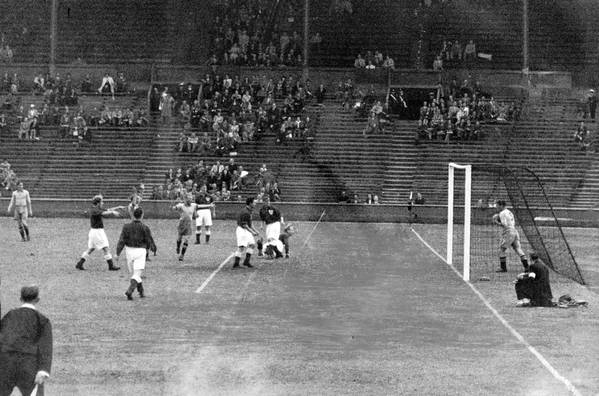
Semifinale olimpica del 1948, Danimarca-Svezia

Rientrò in una competizione di alto livello alle Olimpiadi del 1948, tenutesi per la seconda volta a Londra, dove conquistò la medaglia di bronzo imponendosi sulla Gran Bretagna nella finale per il terzo posto, dopo la sconfitta con la Svezia in semifinale. Ebbe grande risonanza la vittoria nei quarti contro i campioni uscenti dell'Italia, e negli anni successivi si trasferirono in club di Serie A alcuni dei membri della squadra, tra i quali John Hansen, Præst e Jørgen Sørensen.
Nonostante il calcio professionistico si stesse affermando in molti Paesi, la Federazione danese scelse di conservare il dilettantismo e gestire la Nazionale con un budget limitato. Continuò a disertare i Campionati mondiali e proibì ai professionisti di giocare in Nazionale, rinunciando ai successi che una generazione di grandi giocatori avrebbe probabilmente conseguito. I migliori talenti danesi avevano iniziato a giocare in club professionistici stranieri e divenne sempre più difficile mettere insieme una buona squadra con i dilettanti rimasti in patria.
Nel 1952, la Danimarca fu eliminata ai quarti del torneo olimpico di Helsinki dalla Jugoslavia, che si sarebbe poi aggiudicata la medaglia d'argento. Dopo aver saltato i Giochi olimpici del 1956, la Nazionale dei dilettanti danesi fu iscritta per la prima volta a un mondiale nell'edizione del 1958, venendo eliminata con 4 sconfitte contro Irlanda e Inghilterra nelle qualificazioni. Si ripresentò alle Olimpiadi nell'edizione romana del 1960 ed ottenne una sorprendente medaglia d'argento, sconfitta in finale dalla Jugoslavia. Nella squadra si distinse il diciottenne Harald Nielsen, vice-capocannoniere del torneo, che l'anno dopo si trasferì in Italia e, in qualità di professionista, dovette abbandonare la Nazionale.
Non fu iscritta al campionato del mondo 1962, e due anni dopo approfittò dei facili accoppiamenti nei turni preliminari per qualificarsi alla fase finale a 4 squadre del campionato d'Europa 1964, all'esordio nella manifestazione. Non potendo schierare i professionisti chiuse al quarto posto, sconfitta in semifinale dall'Unione Sovietica e nella finale per il terzo posto dall'Ungheria. Quello stesso anno non riuscì ad accedere al torneo olimpico di Tokyo, sconfitta nelle qualificazioni dalla Romania. Giunse quindi ultima sia nel girone di qualificazione al mondiale del 1966 che a quello per il campionato d'Europa 1968, mentre non fu iscritta al torneo olimpico del 1968. La parentesi dilettantistica ebbe fine dopo che la Danimarca chiuse al terzo posto su 4 squadre il girone di qualificazione vinto dalla Cecoslovacchia per il campionato del mondo 1970.

### Apertura al professionismo
Fu solo nel 1971 che la Federazione diede l'assenso a schierare anche i professionisti in Nazionale. Nel frattempo la squadra non riuscì ad evitare l'ultimo posto nel girone di qualificazione al campionato d'Europa 1972, ma quello stesso anno riuscì a entrare nel torneo olimpico di Monaco, dove fu eliminata nella fase a gruppi che dava accesso alle semifinali. Il processo di allineamento alle maggiori realtà calcistiche continentali avrebbe portato nel 1978 all'introduzione del professionismo anche nei campionati nazionali danesi.
Il primo banco di prova per la Nazionale dei professionisti furono le qualificazioni al campionato del mondo 1974 e si rivelò un fallimento, la Danimarca chiuse all'ultimo posto con un solo punto in 4 partite il girone vinto dalla Scozia. Non ebbero sorte migliore le qualificazioni al campionato d'Europa 1976, nelle quali fu nuovamente ultima con 1 punto in 6 partite. La squadra non riuscì a disputare neanche il campionato del mondo 1978, fermata nelle qualificazioni da Polonia e Portogallo. Un'altra delusione fu la mancata partecipazione a Italia 1980, finendo ultima nel girone di qualificazione vinto dall'Inghilterra.
In quegli anni si formarono comunque dei giovani calciatori di livello internazionale, che avrebbero portato la squadra ai successi degli anni ottanta e novanta. Uno dei primi fu Allan Simonsen, attaccante del 1952 a cui fu assegnato il Pallone d'oro 1977 e che trascinò con le sue reti il Borussia Mönchengladbach a tre titoli di Germania tra il 1975 ed il 1977. Un altro importante giocatore fu Morten Olsen, centrale difensivo classe 1949 diventato il regista arretrato della Nazionale.

### Periodo d'oro
Dopo le molte delusioni patite, fu negli anni ottanta che la Danimarca mise in mostra un calcio moderno, atletico e di alto livello tecnico. Tra i protagonisti vi furono Frank Arnesen, Søren Lerby, Jesper Olsen e Jan Mølby, maturati nell'Ajax sotto l'influenza di Johan Cruijff, nonché Preben Elkjær Larsen, potente attaccante formatosi in Belgio, e Michael Laudrup, raffinata punta diventato famoso in Italia. Molti dei membri della squadra non avevano il senso della disciplina né prendevano con serietà l'impegno calcistico; preferivano darsi agli eccessi notturni, bevendo spesso alcolici fino a tarda notte. Trassero giovamento dall'arrivo nel 1979 del CT tedesco Sepp Piontek, la cui rigidità li spronò a una maggiore professionalità. Fu il primo allenatore professionista della Nazionale, arrivato grazie alla sponsorizzazione della Carlsberg. Piontek cercò di sfruttare al meglio le grandi doti offensive dei suoi giocatori, proponendo un martellante e spettacolare gioco d'attacco che avrebbe caratterizzato tutta la sua gestione tecnica.
Tra le caratteristiche che fecero grande il gioco d'attacco di quella Danimarca, ribattezzata dai suoi entusiasti tifosi "Danish Dyanamite" (dinamite danese), vi fu un eccezionale dinamismo, lo spirito di gruppo e l'eccezionale cambio di passo nel dribbling di giocatori come Arnesen, Elkjær, Laudrup e i due Olsen, in grado di creare continuamente superiorità numerica. I primi segnali del nuovo corso si ebbero nelle qualificazioni ai Mondiali di Spagna 1982, dove la Danimarca, pur eliminata da Italia e Jugoslavia, fu l'unica Nazionale in grado di sconfiggere gli Azzurri nelle partite ufficiali che li portarono alla trionfale vittoria nella finale di Madrid.

#### Danish Dynamite
(Canto di incitamento dei tifosi danesi per la loro nazionale negli anni '80)
Il primo successo dell'era Piontek fu al campionato nordico, torneo che la Danimarca vinse per la seconda volta nell'edizione 1978-1980, dopo che dal 1933 la vittoria era stata appannaggio esclusivo della Svezia. I biancorossi ripeterono il successo anche nella successiva edizione, quella del 1981-1985. La prima consacrazione a livello internazionale per la Danimarca di Piontek arrivò, tuttavia, al campionato d'Europa 1984 disputato in Francia. Nel girone di qualificazione i danesi eliminarono l'Inghilterra di Bobby Robson, sconfitta per 1-0 a Wembley con un rigore trasformato da Simonsen. La squadra danese si confermò nella fase finale, dopo aver perso la gara di esordio con i padroni di casa francesi, partita in cui lo stesso Simonsen subì un grave incidente a una gamba che lo tenne lontano dai campi di gioco alcuni mesi. Il torneo degli scandinavi proseguì con una netta vittoria per 5-0 contro la Jugoslavia e una vittoria per 3-2 in rimonta contro il Belgio, che conduceva per 2-0. La semifinale vide soccombere gli uomini di Piontek ai tiri di rigore contro la Spagna, con Elkjær che fallì l'ultimo calcio dal dischetto, al termine di un incontro molto spettacolare e ricco di tensione emotiva.
La conferma del valore della squadra danese si ebbe nel successivo campionato del mondo 1986, in cui la nazionale, al suo esordio nella fase finale della manifestazione, raccolse unanimi consensi per l'ottimo gioco espresso, il migliore mai esibito da una squadra danese. Gli scandinavi vinsero il girone di qualificazione con autorità, nel corso del quale sconfissero per 4-2 a Copenaghen l'Unione Sovietica al termine di un incontro molto aperto. Nella prima fase a gruppi della rassegna iridata messicana, dopo una difficile vittoria per 1-0 sulla Scozia nella partita d'esordio, la Danimarca inflisse un pesante 6-1 all'Uruguay, campione uscente del Sudamerica. Già qualificati agli ottavi, i danesi avrebbero affrontato il Marocco in caso di sconfitta nell'ultima gara del girone contro la Germania Ovest. La filosofia di Piontek impose la vittoria: i tedeschi furono superati per 2-0 e l'avversaria agli ottavi fu l'ostica Spagna, in una sorta di rivincita dalla semifinale europea di due anni prima. A pochi minuti dalla fine della gara con i tedeschi era giunta l'espulsione di Arnesen, che fu squalificato e privò la squadra di una pedina fondamentale.
Al termine della fase a gruppi, molti inserirono i danesi nel lotto dei favoriti alla vittoria finale, in virtù del convincente gioco mostrato e dei risultati sino a lì conseguiti. Dopo essere passata in vantaggio su calcio di rigore, la squadra controllò la partita degli ottavi contro la Spagna fino agli ultimi minuti del primo tempo, quando un errato retropassaggio di Jesper Olsen liberò Emilio Butragueño, che, solo davanti al portiere, segnò facilmente. Nella ripresa i danesi si gettarono con rabbia all'attacco e andarono vicini al raddoppio, ma furono sorpresi nuovamente da Butragueño, che portò la propria squadra in vantaggio. Con la Danimarca totalmente sbilanciata in avanti, la Spagna completò l'opera in contropiede, aggiudicandosi l'incontro per 5-1. La stampa accusò Piontek di non aver saputo gestire gli enormi sforzi profusi dai suoi giocatori alle temperature elevate del Messico, mentre questi imputò la sconfitta al senso di appagamento provato dai danesi per l'ottimo torneo fino ad allora disputato.
Malgrado il pesante passivo, in un sondaggio del 2007 condotto tra giornalisti sportivi, la Danimarca del 1986 fu inserita dalla rivista sportiva britannica World Soccer al sedicesimo posto tra le migliori squadre calcistiche di tutti i tempi. Fu la sola formazione ad essere paragonata da molti alla grande Olanda di Johan Cruijff e ritenuta anche migliore di quest'ultima sotto il profilo del dribbling, con un numero maggiore di uomini in grado di saltare l'uomo. In un servizio di ESPN fu presentata come la quinta nazionale più forte tra quelle che non hanno vinto il mondiale, alle spalle del Brasile del 1950, dell'Ungheria del 1954, dell'Olanda del 1974 e del Brasile del 1982. La nazionale danese del 1986 attirò la simpatia degli sportivi di varie generazioni e nazionalità, tanto che il noto allenatore scozzese Alex Ferguson la riteneva a quel tempo la più grande squadra europea.

#### L’incredibile vittoria all'europeo del 1992
Il periodo che seguì fu di transizione. La Danimarca si qualificò al campionato d'Europa 1988 eliminando l'insidiosa Cecoslovacchia, ma non ripeté le prestazioni degli ultimi anni nella fase finale, perdendo tutte e tre le partite del suo gruppo. La prima sconfitta fu per 3-2, nuovamente ad opera della Spagna, mentre le successive furono entrambe per 2-0,  contro Germania Ovest e Italia. Con i migliori giocatori arrivati a fine carriera, la squadra tornò nell'anonimato e non riuscì a qualificarsi al campionato del mondo  1990, eliminata dall'emergente Romania di Gheorghe Hagi. I deludenti risultati portarono alla fine della gestione Piontek, che in quel periodo fu anche accusato di aver depositato fondi neri in un conto bancario in Liechtenstein. Il tecnico tedesco diede le dimissioni e accettò l'offerta di allenare la Turchia.
Il risultato più prestigioso della nazionale danese fu l'inattesa vittoria al campionato d'Europa 1992 sotto la guida tecnica di Richard Møller Nielsen, subentrato a Piontek, del quale era assistente. Il nuovo allenatore dovette far fronte al declino dei protagonisti del decennio precedente e assegnò la maglia titolare a giovani emergenti, fra i quali si distinsero il portiere Peter Schmeichel, i centrocampisti Kim Vilfort e John Jensen e gli attaccanti Brian Laudrup (fratello di Michael) e Flemming Povlsen. La spina dorsale della squadra era composta da giocatori del Brøndby, in quel periodo la più forte squadra danese, e della nazionale Under-21. Furono i primi professionisti veri e propri nella storia del calcio nazionale, al contrario dei loro predecessori, che avevano continuato ad interpretare la disciplina con una mentalità amatoriale.
Dopo essere giunta seconda nel gruppo di qualificazione, la nazionale fu ripescata per l'esclusione della capolista Jugoslavia in seguito alla risoluzione dell'ONU relativa ai conflitti in corso nei Paesi balcanici. La tattica difensivistica imposta da Nielsen era stata oggetto di aspre critiche: gli stessi fratelli Laudrup e Mølby avevano abbandonato la nazionale durante le qualificazioni, in disaccordo con l'atteggiamento tattico del selezionatore, anche se Brian sarebbe rientrato nell'organico per la rassegna europea. L'annuncio del ripescaggio fu dato solo dieci giorni prima dell'inizio della manifestazione e la squadra si fece trovare pronta perché stava preparando un'amichevole contro la Comunità degli Stati Indipendenti, che era già qualificata.
L'incredibile trionfo fu ottenuto con un crescendo di prestazioni; dopo il pareggio per 0-0 all'esordio contro l'Inghilterra, arrivò la sconfitta per 1-0 contro i tradizionali rivali della Svezia. Il turno fu superato battendo per 2-1 la Francia allenata da Platini. In semifinale sconfissero ai rigori i campioni uscenti dei Paesi Bassi, dopo che i supplementari si erano chiusi sul 2-2. Decisiva fu la parata di Schmeichel sul tiro dal dischetto di Marco van Basten, il protagonista della precedente edizione dell'europeo. Nella finale, disputata il 26 giugno a Göteborg, i danesi sconfissero per 2-0 la Germania grazie anche alle grandi parate di Schmeichel. Oltre alle ottime prestazioni del portiere del Manchester Utd durante il torneo, furono determinanti per la vittoria il solido impianto difensivo, lo spirito di sacrificio collettivo e il grande impegno professionale della squadra, che comunque mai si avvicinò ai livelli tecnici e di spettacolo offerti dall'undici di Piontek.

### Risultati altalenanti tra il 1992 e il 2000
Dopo il trionfo europeo ebbe inizio un lungo periodo caratterizzato da risultati altalenanti. La prima delusione arrivò con la mancata partecipazione alla fase finale del campionato del mondo 1994 malgrado il ritorno in squadra di Michael Laudrup, che finì per accettare le direttive del CT. La nazionale danese fu eliminata dopo un serrato testa a testa con Spagna e Irlanda, giunte prima e seconda nel gruppo di qualificazione. Chiuse con gli stessi punti e la stessa differenza reti degli irlandesi, che si qualificarono in virtù dei 19 gol segnati contro i 15 dei danesi. Nel 1995 la Danimarca si aggiudicò la Confederations Cup svoltasi in Arabia Saudita, a cui partecipò in veste di campione d'Europa. Con il successo per 2-0 in finale sui campioni del Sudamerica dell'Argentina quella danese divenne la prima nazionale europea a vincere una competizione ufficiale disputata in un altro continente. Fu questo l'ultimo trofeo vinto dalla Danimarca.
La squadra si qualificò poi al campionato d'Europa 1996 giungendo seconda nel gruppo di qualificazione vinto dalla Spagna, che si confermò per l'ennesima volta la bestia nera dei danesi. Nella fase finale del torneo, in Inghilterra, i danesi furono eliminati a causa della sconfitta subita contro la Croazia, avendo chiuso il girone con 4 punti e al terzo posto, dietro al Portogallo e alla Croazia e davanti alla Turchia, ma in svantaggio nello scontro diretto con i croati. Le critiche e la discontinuità di risultati portarono alle dimissioni di Møller Nielsen, che divenne il CT della Finlandia. Il suo posto fu preso dallo svedese Bo Johansson, che due anni prima aveva guidato al titolo nazionale il piccolo club danese del Silkeborg. Il nuovo CT avrebbe conquistato la fiducia dei giocatori e dell'opinione pubblica, rivitalizzando la nazionale e restituendole la mentalità offensiva offuscata nel periodo precedente.
La Danimarca partecipò per la seconda volta alla fase finale del mondiale nell'edizione di Francia 1998. Vinto il girone di qualificazione davanti alla Croazia, costringendola agli spareggi, in Francia la selezione danese stentò nella prima fase, vincendo per 1-0 all'esordio contro l'Arabia Saudita, pareggiando per 1-1 con il Sudafrica e perdendo contro i padroni di casa per 2-1. Questi risultati, seppur incostanti, le permisero di accedere alla fase a eliminazione diretta, dove la squadra si trasformò e cambiò passo. La vittoria per 4-1 agli ottavi contro la Nigeria, ottenuta con una convincente prestazione, permise alla Danimarca di giocare per la prima volta un quarto di finale del mondiale. Avversario fu il favorito Brasile, campione uscente, contro il quale i danesi disputarono una grande gara, senza alcun timore reverenziale. I sudamericani dovettero dare il meglio di sé per vincere con il risultato di 3-2 una delle più spettacolari partite del torneo.
Dopo la qualificazione ottenuta sul filo di lana a spese della Svizzera, l'esperienza dei danesi al campionato d'Europa 2000 si rivelò disastrosa: la compagine allenata da Johansson perse tutti e tre gli incontri del proprio girone, subendo 8 gol e non segnandone alcuno e ritrovandosi ultima nella classifica generale del torneo. La delusione fu grande e provocò un cambio di guida tecnica: al timone della nazionale venne chiamato Morten Olsen, il capitano dei Danish Dynamite degli anni ottanta.

### La gestione di Morten Olsen

Grafico che riassume l'andamento della classifica FIFA della nazionale danese tra il 1993 e il 2010

La Danimarca si qualificò al mondiale 2002 vincendo il proprio gruppo. Nella fase finale fu battuta per 3-0 agli ottavi dall'Inghilterra, dopo aver eliminato nella fase a gruppi la Francia campione del mondo in carica. Nella fase finale dell'europeo 2004 ottenne il secondo posto nel girone alle spalle della Svezia, grazie al pareggio per 2-2 nell'ultimo incontro con la stessa Svezia, risultato che qualificava entrambe le compagini. Il risultato fu contestato invano dagli italiani, la cui contemporanea vittoria sulla Bulgaria divenne inutile, dal momento che il pari tra gli scandinavi eliminò la squadra di Giovanni Trapattoni per aver segnato meno dei danesi. Nei successivi quarti di finale, la Danimarca fu sconfitta con un netto 3-0 dalla Rep. Ceca.
I danesi non riuscirono poi a qualificarsi né per la fase finale del mondiale 2006, classificandosi terzi nel girone vinto dall'Ucraina, né per quella dell'europeo 2008, inseriti nel girone con Spagna e Svezia, qualificatesi grazie rispettivamente al primo e al secondo posto. Le critiche suscitate da tali risultati furono messe a tacere dagli ottimi risultati nel girone di qualificazione al campionato del mondo 2010. Sorteggiata nel difficile girone con le favorite Portogallo e Svezia, contro le quali ottenne tre vittorie e un pareggio, la Danimarca si qualificò con un turno di anticipo, battendo la Svezia.

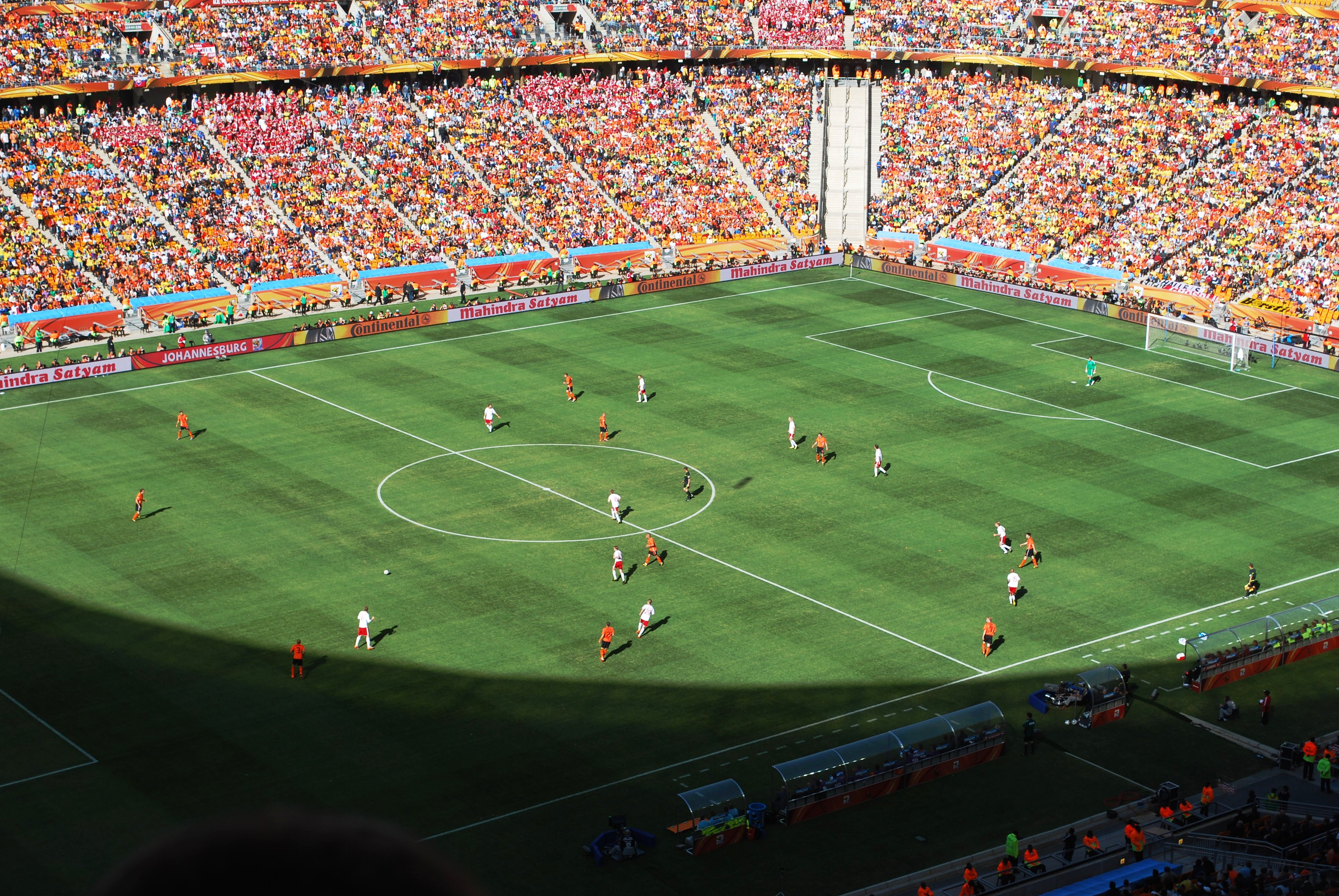
La Danimarca (in bianco) sfida i Paesi Bassi al mondiale 2010 in Sudafrica

Il mondiale in Sudafrica si rivelò amaro, malgrado la squadra schierasse buoni giocatori come i difensori Daniel Agger e Simon Kjær, Martin Jørgensen a centrocampo e in attacco Dennis Rommedahl ed il veterano Jon Dahl Tomasson. Sconfitta all'esordio dai Paesi Bassi, che sarebbero arrivati alla finale con la Spagna, la formazione di Olsen vinse in rimonta per 2-1 con il Camerun. Costretta a vincere contro il Giappone, in vantaggio nella differenza reti, fu invece sconfitta con un netto 3-1 ed eliminata.
La squadra si riscattò ottenendo il primo posto nel raggruppamento di qualificazione a Polonia-Ucraina 2012, grazie e sei vittorie, un pareggio e una sconfitta. Si assicurò l'accesso alla fase finale all'ultima partita battendo per 2-1 il Portogallo, che si classificò secondo. Inserita in un girone proibitivo, nel primo incontro dell'europeo sconfisse a sorpresa gli olandesi vice-campioni del mondo per 1-0 e nel secondo fu battuta dal Portogallo per 3-2, subendo il gol decisivo negli ultimi minuti. Nella terza partita la Danimarca venne eliminata dalla Germania, che la sconfisse per 2-1.
Un'altra delusione arrivò nelle qualificazioni al campionato del mondo 2014, quando la squadra riuscì a piazzarsi al secondo posto dietro all'Italia, ma i negativi risultati conseguiti all'inizio del girone le impedirono di qualificarsi agli spareggi tra le migliori seconde. Nelle qualificazioni al campionato d'Europa 2016 la Danimarca giunse terza dietro Portogallo e Albania e mancò l'accesso alla fase finale.

### La gestione Hareide
Dopo l'amarezza derivante dalla mancata partecipazione ad Euro 2016, il CT Morten Olsen, da quindici anni alla guida della nazionale, si dimise di comune accordo con la federazione. Fu ingaggiato al suo posto il norvegese Åge Hareide, già allenatore della Norvegia e di alcune quotate squadre di club scandinave, allo scopo di portare la squadra alla qualificazione al mondiale 2018 in Russia.
Nel girone di qualificazione a Russia 2018 la Danimarca fu inserita con la favorita Polonia, la Romania, Montenegro, l'Armenia e il Kazakistan. Dopo un avvio stentato, la squadra inanellò una serie di vittorie consecutive che la portarono al secondo posto finale dietro alla Polonia e quindi agli spareggi con un'altra seconda qualificata per giocarsi un posto al mondiale. Qui la Danimarca riuscì a ottenere la qualificazione dopo aver battuto l'Irlanda agli spareggi (pareggio per 0-0 in casa e vittoria per 5-1 in trasferta con tripletta di Christian Eriksen). Al mondiale la Danimarca, inserita nel gruppo con Francia, Australia e Perù, superò il girone da imbattuta e al secondo posto con 5 punti, vincendo per 1-0 con il Perù e pareggiando con Francia ed Australia. Agli ottavi di finale fu eliminata dalla Croazia per 4-3 dopo i tiri di rigore, nonostante una buona prova e il rigore parato nei tempi supplementari da Kasper Schmeichel.
Dopo il mondiale russo la Danimarca si preparò all'edizione inaugurale della UEFA Nations League, ma, a causa di una disputa con il sindacato dei giocatori, la federazione danese convocò una squadra interamente dilettante, composta da una combinazione di giocatori di calcio a 5 e provenienti dalle serie inferiori del campionato danese, in vista sia dell'amichevole contro la Slovacchia sia della gara ufficiale contro il Galles. La controversia sorse a causa dei diritti di immagine dei giocatori, con Hummel International che deteneva i diritti esclusivi di produzione e commercializzazione di kit danesi e la DBU che voleva impedire ai calciatori di stipulare accordi individuali con società e marchi in concorrenza con la stessa; lo stesso allenatore, Åge Hareide, fu temporaneamente sostituito da John Jensen. Alla fine lo sciopero rientrò e la sola gara contro la Slovacchia fu giocata dai dilettanti. La gestione dell'allenatore norvegese avrebbe dovuto concludersi al termine del campionato europeo del 2020, ma, a causa del rinvio per la pandemia di COVID-19, egli terminò la propria gestione anticipatamente. Nei suoi quattro anni da commissario tecnico, Hareide riuscì a far qualificare la nazionale sia al mondiale sia all'europeo e nel 2019 portò la squadra alla promozione nella Lega A di UEFA Nations League. Hareide terminò la propria esperienza come CT della Danimarca con la partita contro l'Irlanda, che consentì ai danesi di qualificarsi all'europeo; questa fu, inoltre, la trentaquattresima partita da imbattuta per la Danimarca di Hareide.

### La gestione di Hjulmand
Nel luglio 2020 Kasper Hjulmand approdò sulla panchina della nazionale danese, che chiuse al secondo posto il girone 2 di Lega A della UEFA Nations League 2020-2021, dove fu inserita nel raggruppamento di Belgio, Inghilterra e Islanda. Grazie al piazzamento la squadra fu testa di serie per le qualificazioni al campionato del mondo 2022, in occasione delle quali fu sorteggiata nel girone con Austria, Scozia, Israele, Fær Øer e Moldavia. I biancorossi si qualificarono al campionato mondiale con due giornate di anticipo, dopo aver vinto 9 partite su 10 giocate, subendo solo 3 gol.
Nella fase finale del campionato d'Europa 2020, disputatasi nel 2021 per via del rinvio determinato dalla pandemia di COVID-19, la Danimarca di Hjulmand esordì con due sconfitte, contro Finlandia (0-1) e Belgio (1-2); la partita contro i finlandesi fu sospesa per emergenza medica, dopo il malore accusato in campo da Christian Eriksen e recuperata qualche ora più tardi. Nel terzo incontro, con la Russia, i danesi colsero una larga vittoria (4-1), che garantì il secondo posto nel girone e la qualificazione agli ottavi di finale, dove in seguito i biancorossi eliminarono con facilità il Galles (4-0); grazie al successo contro la Rep. Ceca (2-1) ai quarti di finale, i danesi tornarono, dopo ventinove anni, in semifinale al campionato europeo, dove furono battuti a Wembley dall'Inghilterra ai supplementari (2-1), a seguito di goal non proprio regolari, ci furono due palloni in campo nell’azione di un goal e nel rigore il portiere fu disturbato vistosamente da un laser.
La UEFA Nations League 2022-2023 vide i danesi, impegnati nel girone 1 di Lega A, mancare la qualificazione alla final four per un solo punto, avendo concluso con 12 punti in classifica, a uno dalla capolista Croazia e davanti a Francia e Austria. La successiva spedizione al mondiale di Qatar 2022 si rivelò fallimentare, con la squadra che pareggiò contro la Tunisia (0-0) e fu poi sconfitta da Francia (1-4) e Australia (0-1), chiudendo il girone all'ultimo posto e venendo, dunque, eliminata. 
Ottenuta la qualificazione al campionato d'Europa 2024 tramite il primo posto nel girone eliminatorio, grazie a 7 vittorie in 10 partite, in Germania i danesi superarono la prima fase grazie al secondo posto nel raggruppamento (per via di un migliore fair play rispetto agli sloveni terzi), ottenuto pareggiando contro Inghilterra (1-1), Slovenia (1-1) e Serbia (0-0). Agli ottavi di finale furono eliminati dai padroni di casa della Germania (2-0). Il 19 luglio 2024, Hjulmand si dimette da commissario tecnico della nazionale, dopo 4 anni di guida.

### La gestione di Riemer
Dopo un periodo di transizione gestito da Morten Wieghorst e Lars Knudsen che hanno seguito e gestito la nazionale nelle prime 4 partite di UEFA Nations League 2024-2025, il 24 ottobre 2024, la federazione danese annuncia il nuovo allenatore Brian Riemer che esordirà nella partita di Nations League a contro la Spagna il 15 novembre 2024.

## Rivalità

### Svezia
La rivalità più forte della Danimarca è con la vicina Svezia. Considerata una delle contrapposizioni più sentite nel mondo del calcio, ha origini prevalentemente politiche, date le numerose guerre tra i due paesi in passato. Tra le partite più memorabili per i danesi vi è sicuramente la doppia vittoria nelle qualificazioni al mondiale di Sudafrica 2010, entrambe per 1-0, nonché il pareggio per 2-2 a Euro 2004, andato a discapito dell'Italia. Un'altra pagina storica di questa rivalità include la sfida giocata in casa della Danimarca nelle qualificazioni a Euro 2008, che sfociò in violenza: dopo lo 0-3 degli svedesi, i danesi riuscirono a ribaltare lo svantaggio andando sul 3-3, ma, dopo la concessione di un rigore per gli ospiti a due minuti dalla fine (con espulsione di Christian Poulsen) e la conseguente aggressione dell'arbitro da parte di un tifoso di casa, la partita venne sospesa e la vittoria fu assegnata alla Svezia per 3-0 a tavolino. Le due squadre si incrociarono, inoltre, all'europeo del 1992, dove i padroni di casa svedesi vinsero per 1-0, e nello spareggio per Euro 2016, vinto dai padroni di casa svedesi per 2-1 a Solna e terminato 2-2 a Copenaghen.

### Paesi Bassi
Un'altra rivalità parecchio sentita, seppure in misura minore di quella con la Svezia, è con i Paesi Bassi. I danesi sconfissero gli olandesi nella semifinale di Euro 1992 ai tiri di rigore, dopo il 2-2 dei tempi supplementari, raggiungendo così la finale del torneo, vinta contro la Germania. Otto anni dopo, le due squadre si ritrovarono nella fase a gironi di Euro 2000, rassegna ospitata congiuntamente dal Belgio e dagli stessi Paesi Bassi, che si imposero per 3-0, condannando i danesi alla matematica eliminazione. Stessa sorte toccò ai danesi nella fase finale del mondiale di Sudafrica 2010, nella cui fase a gironi la Danimarca perse per 0-2 contro i futuri finalisti della competizione. Nel 2012, tuttavia, in occasione del campionato europeo di Polonia e Ucraina, grazie ad un gol di Michael Krohn-Dehli, i danesi si imposero per 1-0 e ottennero i tre punti, che non furono, tuttavia, sufficienti per accedere ai quarti di finale della manifestazione.

### Germania
Anche le partite contro la Germania sono piuttosto sentite. La rivalità si è accesa soprattutto nel periodo a cavallo degli anni '80, gli anni della Danish Dynamite, e dei primi anni '90. Il primo incontro competitivo tra le due nazionali risale al mondiale 1986, quando le due squadre si incontrarono ai gironi e la Danimarca prevalse per 2-0. Due anni dopo, all'europeo in Germania, i padroni di casa vinsero con lo stesso risultato, continuando la striscia positiva di vittorie tra amichevoli e partite ufficiali. All'europeo 1992 le due compagini si ritrovarono di fronte nella finale del torneo, vinta dai danesi per 2-0. Da lì in poi vu furono prevalentemente amichevoli tra le due squadre: spiccano, tra queste, due vittorie danesi per 2-1 e 1-0. All'europeo di Polonia e Ucraina 2012, per l'ultima giornata della fase a gironi, i tedeschi batterono per 2-1 i danesi, condannandoli all'eliminazione.
Dopo 12 anni senza incontri ufficiali, le due nazionali si sono reincontrate in occasione degli ottavi di finale di Euro 2024 giocato in casa dei tedeschi. Dopo un primo tempo abbastanza bloccato, segnato dalle parate di Schmeichel e un gol annullato nei primi minuti a Nico Schlotterbeck, in avvio di ripresa Joachim Andersen sigla il gol del vantaggio, poi annullato per fuorigioco millimetrico. Dopo appena due minuti, Kai Havertz realizza il gol dell'1-0 degli 11 metri. Al 68' Jamal Musiala chiude la partita, con la Germania che si qualifica ai quarti di finale.

## Colori e simboli

### Evoluzione della divisa
| 1984 | 1986 | 1992 | 2006 | 2008 | 2010 |  |  |

## Palmarès
- Campionato d'Europa: 1

Svezia 1992
- Confederations Cup: 1

Arabia Saudita 1995

## Partecipazioni ai tornei internazionali
Legenda: Grassetto: Risultato migliore, Corsivo: Mancate partecipazioni

## Statistiche dettagliate sui tornei internazionali
Nota bene: come previsto dai regolamenti FIFA, le partite terminate ai tiri di rigore dopo i tempi supplementari sono considerate pareggi.

### Mondiali
| Anno | Luogo                    | Piazzamento      | V | N | P | Gol  |
| ---- | ------------------------ | ---------------- | - | - | - | ---- |
| 1930 | Uruguay                  | Non partecipante | - | - | - | -    |
| 1934 | Italia                   | Non partecipante | - | - | - | -    |
| 1938 | Francia                  | Non partecipante | - | - | - | -    |
| 1950 | Brasile                  | Non partecipante | - | - | - | -    |
| 1954 | Svizzera                 | Non partecipante | - | - | - | -    |
| 1958 | Svezia                   | Non qualificata  | - | - | - | -    |
| 1962 | Cile                     | Non partecipante | - | - | - | -    |
| 1966 | Inghilterra              | Non qualificata  | - | - | - | -    |
| 1970 | Messico                  | Non qualificata  | - | - | - | -    |
| 1974 | Germania Ovest           | Non qualificata  | - | - | - | -    |
| 1978 | Argentina                | Non qualificata  | - | - | - | -    |
| 1982 | Spagna                   | Non qualificata  | - | - | - | -    |
| 1986 | Messico                  | Ottavi di finale | 3 | 0 | 1 | 10:6 |
| 1990 | Italia                   | Non qualificata  | - | - | - | -    |
| 1994 | Stati Uniti              | Non qualificata  | - | - | - | -    |
| 1998 | Francia                  | Quarti di finale | 2 | 1 | 2 | 9:7  |
| 2002 | Corea del Sud / Giappone | Ottavi di finale | 2 | 1 | 1 | 5:5  |
| 2006 | Germania                 | Non qualificata  | - | - | - | -    |
| 2010 | Sudafrica                | Primo turno      | 1 | 0 | 2 | 3:6  |
| 2014 | Brasile                  | Non qualificata  | - | - | - | -    |
| 2018 | Russia                   | Ottavi di finale | 1 | 3 | 0 | 3:2  |
| 2022 | Qatar                    | Primo turno      | 0 | 1 | 2 | 1:3  |

### Europei
| Anno | Luogo                | Piazzamento      | V | N | P | Gol  |
| ---- | -------------------- | ---------------- | - | - | - | ---- |
| 1960 | Francia              | Non qualificata  | - | - | - | -    |
| 1964 | Spagna               | Quarto posto     | 0 | 0 | 2 | 1:6  |
| 1968 | Italia               | Non qualificata  | - | - | - | -    |
| 1972 | Belgio               | Non qualificata  | - | - | - | -    |
| 1976 | Jugoslavia           | Non qualificata  | - | - | - | -    |
| 1980 | Italia               | Non qualificata  | - | - | - | -    |
| 1984 | Francia              | Semifinali       | 2 | 1 | 1 | 9:4  |
| 1988 | Germania Ovest       | Primo turno      | 0 | 0 | 3 | 2:7  |
| 1992 | Svezia               | Campione         | 2 | 2 | 1 | 6:4  |
| 1996 | Inghilterra          | Primo turno      | 1 | 1 | 1 | 4:4  |
| 2000 | Belgio / Paesi Bassi | Primo turno      | 0 | 0 | 3 | 0:8  |
| 2004 | Portogallo           | Quarti di finale | 1 | 2 | 1 | 4:5  |
| 2008 | Austria / Svizzera   | Non qualificata  | - | - | - | -    |
| 2012 | Polonia / Ucraina    | Primo turno      | 1 | 0 | 2 | 4:5  |
| 2016 | Francia              | Non qualificata  | - | - | - | -    |
| 2020 | Europa               | Semifinali       | 3 | 0 | 3 | 12:7 |
| 2024 | Germania             | Ottavi di finale | 0 | 3 | 1 | 2:4  |

### Confederations Cup
| Anno | Luogo                    | Piazzamento     | V | N | P | Gol |
| ---- | ------------------------ | --------------- | - | - | - | --- |
| 1992 | Arabia Saudita           | Rinuncia        | - | - | - | -   |
| 1995 | Arabia Saudita           | Campione        | 2 | 1 | 0 | 5:1 |
| 1997 | Arabia Saudita           | Rinuncia        | - | - | - | -   |
| 1999 | Messico                  | Non qualificata | - | - | - | -   |
| 2001 | Corea del Sud / Giappone | Non qualificata | - | - | - | -   |
| 2003 | Francia                  | Non qualificata | - | - | - | -   |
| 2005 | Germania                 | Non qualificata | - | - | - | -   |
| 2009 | Sudafrica                | Non qualificata | - | - | - | -   |
| 2013 | Brasile                  | Non qualificata | - | - | - | -   |
| 2017 | Russia                   | Non qualificata | - | - | - | -   |

### Nations League
| Anno      | Luogo       | Piazzamento  | V | N | P | Gol |
| --------- | ----------- | ------------ | - | - | - | --- |
| 2018-2019 | Portogallo  | 3° in Lega B | 2 | 2 | 0 | 4:1 |
| 2020-2021 | Italia      | 7° in Lega A | 3 | 1 | 2 | 8:7 |
| 2022-2023 | Paesi Bassi | 5° in Lega A | 4 | 0 | 2 | 9:5 |

### Olimpiadi
| Anno | Luogo     | Piazzamento             | V | N | P | Gol   |
| ---- | --------- | ----------------------- | - | - | - | ----- |
| 1908 | Londra    | Argento                 | 2 | 0 | 1 | 26:3  |
| 1912 | Stoccolma | Argento                 | 2 | 0 | 1 | 13:5  |
| 1920 | Anversa   | Turno di qualificazione | 0 | 0 | 1 | 0:1   |
| 1924 | Parigi    | Non partecipante        | - | - | - | -     |
| 1928 | Amsterdam | Non partecipante        | - | - | - | -     |
| 1936 | Berlino   | Non partecipante        | - | - | - | -     |
| 1948 | Londra    | Bronzo                  | 3 | 0 | 1 | 15:11 |

## Confronti con altre Nazionali
Tra gli avversari nazionali contro cui sono stati disputati almeno 10 incontri, la Danimarca presenta i seguenti saldi:

### Saldo positivo
| Nazionale        | Giocate | Vinte | Pareggiate | Perse | Reti Fatte | Reti Subite | Differenza | Ultima vittoria   | Ultimo pari      | Ultima sconfitta |
| ---------------- | ------- | ----- | ---------- | ----- | ---------- | ----------- | ---------- | ----------------- | ---------------- | ---------------- |
| Norvegia         | 89      | 55    | 14         | 20    | 227        | 102         | +125       | 8 giugno 2024     | 26 marzo 2011    | 22 aprile 1998   |
| Finlandia        | 64      | 41    | 11         | 12    | 158        | 62          | +96        | 10 settembre 2023 | 20 agosto 2003   | 12 giugno 2021   |
| Islanda          | 23      | 20    | 3          | 0     | 73         | 12          | +53        | 15 novembre 2020  | 4 settembre 1991 | −                |
| Polonia          | 20      | 11    | 1          | 8     | 44         | 36          | +8         | 1º settembre 2017 | 1º giugno 2008   | 8 ottobre 2016   |
| Grecia           | 15      | 8     | 4          | 3     | 32         | 17          | +15        | 8 ottobre 2005    | 11 febbraio 2011 | 9 febbraio 2005  |
| Svizzera         | 15      | 5     | 8          | 2     | 21         | 16          | +5         | 5 settembre 2024  | 15 ottobre 2024  | 17 ottobre 1984  |
| Austria          | 13      | 8     | 1          | 4     | 24         | 15          | +9         | 13 giugno 2022    | 17 giugno 1951   | 3 marzo 2010     |
| Irlanda del Nord | 13      | 5     | 5          | 3     | 15         | 11          | +4         | 16 giugno 2023    | 7 ottobre 2006   | 20 novembre 2023 |
| Galles           | 11      | 7     | 0          | 4     | 16         | 9           | +7         | 26 giugno 2021    | −                | 19 novembre 2008 |
| Lussemburgo      | 11      | 9     | 2          | 0     | 33         | 8           | +25        | 15 ottobre 2019   | 10 dicembre 1963 | −                |
| Albania          | 10      | 6     | 3          | 1     | 19         | 4           | +15        | 1º aprile 2009    | 4 settembre 2015 | 30 ottobre 1963  |
| Turchia          | 10      | 3     | 5          | 2     | 12         | 9           | +3         | 18 febbraio 2004  | 14 novembre 2012 | 3 settembre 2014 |
| Israele          | 10      | 9     | 0          | 1     | 25         | 4           | +21        | 7 settembre 2021  | −                | 8 febbraio 1978  |

### Saldo neutro
| Nazionale | Giocate | Vinte | Pareggiate | Perse | Reti Fatte | Reti Subite | Differenza | Ultima vittoria | Ultimo pari      | Ultima sconfitta |
| --------- | ------- | ----- | ---------- | ----- | ---------- | ----------- | ---------- | --------------- | ---------------- | ---------------- |
| Bulgaria  | 16      | 4     | 8          | 4     | 21         | 20          | +1         | 7 giugno 2016   | 26 marzo 2013    | 9 aprile 1986    |
| Rep. Ceca | 12      | 3     | 6          | 3     | 10         | 11          | −1         | 3 luglio 2021   | 15 novembre 2016 | 27 giugno 2004   |

### Saldo negativo
| Nazionale        | Giocate | Vinte | Pareggiate | Perse | Reti Fatte | Reti Subite | Differenza | Ultima vittoria   | Ultimo pari      | Ultima sconfitta  |
| ---------------- | ------- | ----- | ---------- | ----- | ---------- | ----------- | ---------- | ----------------- | ---------------- | ----------------- |
| Svezia           | 108     | 42    | 20         | 46    | 176        | 187         | −9         | 5 giugno 2024     | 2 giugno 2018    | 14 novembre 2015  |
| Paesi Bassi      | 33      | 11    | 9          | 13    | 49         | 64          | −15        | 9 giugno 2012     | 29 maggio 2008   | 26 marzo 2022     |
| Germania         | 29      | 8     | 5          | 16    | 38         | 57          | −19        | 28 marzo 2007     | 2 giugno 2021    | 29 giugno 2024    |
| Inghilterra      | 23      | 4     | 6          | 13    | 22         | 39          | −17        | 14 ottobre 2020   | 20 giugno 2024   | 7 luglio 2021     |
| Irlanda          | 19      | 4     | 10         | 5     | 23         | 23          | +0         | 14 novembre 2017  | 18 novembre 2019 | 22 agosto 2007    |
| Francia          | 18      | 7     | 2          | 9     | 33         | 23          | +10        | 25 settembre 2022 | 26 giugno 2018   | 26 novembre 2022  |
| Scozia           | 18      | 7     | 0          | 11    | 14         | 22          | −8         | 1º settembre 2021 | −                | 15 novembre 2021  |
| Portogallo       | 18      | 4     | 2          | 12    | 21         | 37          | −16        | 20 marzo 2025     | 5 settembre 2009 | 23 marzo 2025     |
| Spagna           | 17      | 2     | 3          | 12    | 15         | 34          | −19        | 31 marzo 1993     | 11 ottobre 1995  | 20 agosto 2008    |
| Belgio           | 16      | 6     | 3          | 7     | 26         | 29          | −3         | 6 settembre 1995  | 3 giugno 2000    | 17 giugno 2021    |
| Ungheria         | 15      | 3     | 4          | 8     | 16         | 38          | −22        | 20 aprile 1994    | 22 maggio 2014   | 14 ottobre 2009   |
| Cecoslovacchia   | 14      | 0     | 5          | 9     | 8          | 31          | −23        | −                 | 3 giugno 1987    | 1º giugno 1988    |
| Italia           | 13      | 3     | 2          | 8     | 16         | 24          | −8         | 8 settembre 1999  | 11 ottobre 2013  | 16 ottobre 2012   |
| Romania          | 11      | 3     | 4          | 4     | 15         | 18          | −3         | 29 marzo 2003     | 8 ottobre 2017   | 18 novembre 2014  |
| Unione Sovietica | 10      | 1     | 1          | 8     | 10         | 30          | −20        | 5 giugno 1985     | 3 giugno 1992    | 25 settembre 1985 |

NB: Come da regolamento FIFA le gare terminate ai rigori sono considerate partite pareggiate.

## Tutte le rose

### Mondiali
Coppa del Mondo FIFA 19861 Rasmussen, 2 Sivebæk, 3 Busk, 4 M. Olsen, 5 I. Nielsen, 6 Lerby, 7 Mølby, 8 J. Olsen, 9 Berggreen, 10 Elkjær, 11 Laudrup, 12 Bertelsen, 13 Frimann, 14 Simonsen, 15 Arnesen, 16 Qvist, 17 K. Nielsen, 18 Christensen, 19 Eriksen, 20 Bartram, 21 Andersen, 22 Høgh, CT: Piontek
Coppa del Mondo FIFA 19981 P. Schmeichel, 2 Schjønberg, 3 Rieper, 4 Høgh, 5 Heintze, 6 Helveg, 7 Nielsen, 8 Frandsen, 9 Molnar, 10 M. Laudrup, 11 B. Laudrup, 12 Colding, 13 Laursen, 14 Wieghorst, 15 Tøfting, 16 Krogh, 17 Goldbæk, 18 Møller, 19 Sand, 20 Henriksen, 21 Jørgensen, 22 Kjær, CT: Johansson
Coppa del Mondo FIFA 20021 Sørensen, 2 Tøfting, 3 Henriksen, 4 Laursen, 5 Heintze, 6 Helveg, 7 Gravesen, 8 Grønkjær, 9 Tomasson, 10 Jørgensen, 11 Sand, 12 N. Jensen, 13 Lustü, 14 C. Jensen, 15 Michaelsen, 16 Kjær, 17 Poulsen, 18 Løvenkrands, 19 Rommedahl, 20 Bøgelund, 21 Madsen, 22 Christiansen, 23 Nielsen, CT: Olsen
Coppa del Mondo FIFA 20101 Sørensen, 2 C. Poulsen, 3 Kjær, 4 Agger, 5 Kvist, 6 Jacobsen, 7 Jensen, 8 Grønkjær, 9 Tomasson, 10 Jørgensen, 11 Bendtner, 12 Kahlenberg, 13 Krøldrup, 14 J. Poulsen, 15 S. Poulsen, 16 Andersen, 17 Beckmann, 18 Larsen, 19 Rommedahl, 20 Enevoldsen, 21 Eriksen, 22 Christiansen, 23 Mtiliga, CT: Olsen
Coppa del Mondo FIFA 20181 K. Schmeichel, 2 Krohn-Dehli, 3 Vestergaard, 4 Kjær, 5 Knudsen, 6 Christensen, 7 Kvist, 8 Delaney, 9 N. Jørgensen, 10 Eriksen, 11 Braithwaite, 12 Dolberg, 13 M. Jørgensen, 14 Dalsgaard, 15 Fischer, 16 Lössl, 17 Stryger Larsen, 18 Lerager, 19 Schöne, 20 Poulsen, 21 Cornelius, 22 Rønnow, 23 Sisto, CT: Hareide
Coppa del Mondo FIFA 20221 Schmeichel, 2 Andersen, 3 Nelsson, 4 Kjær, 5 Mæhle, 6 A. Christensen, 7 Jensen, 8 Delaney, 9 Braithwaite, 10 Eriksen, 11 Skov Olsen, 12 Dolberg, 13 Kristensen, 14 Damsgaard, 15 Nørgaard, 16 O. Christensen, 17 Stryger Larsen, 18 Wass, 19 Wind, 20 Poulsen, 21 Cornelius, 22 Rønnow, 23 Højbjerg, 24 Skov, 25 Lindstrøm, 26 Bah, CT: Hjulmand

### Europei
Campionato d’Europa UEFA 1964P L. Nielsen, P Rask, D Amdisen, D B. Hansen, D J.J. Hansen, D K. Hansen, D Larsen, D Wolmar, C Bertelsen, C Jørgensen, C E. Nielsen, C Sørensen, A Danielsen, A Madsen, A Rasmussen, A Søndergaard, A Thorst, CT: Petersen
Campionato d’Europa UEFA 19841 Kjær, 2 O. Rasmussen, 3 Busk, 4 M. Olsen, 5 Nielsen, 6 Lerby, 7 Bertelsen, 8 J. Olsen, 9 Simonsen, 10 Elkjær, 11 Berggreen, 12 Mølby, 13 Lauridsen, 14 Laudrup, 15 Arnesen, 16 T. Rasmussen, 17 Thychosen, 18 Sivebæk, 19 Brylle, 20 Qvist, CT: Piontek
Campionato d’Europa UEFA 19881 Rasmussen, 2 Sivebæk, 3 Busk, 4 M. Olsen, 5 Nielsen, 6 Lerby, 7 Helt, 8 Frimann, 9 Heintze, 10 Elkjær, 11 Laudrup, 12 L. Olsen, 13 Jensen, 14 J. Olsen, 15 Povlsen, 16 P. Schmeichel, 17 Berggreen, 18 Eriksen, 19 Kristensen, 20 Vilfort, CT: Piontek
Campionato d’Europa UEFA 19921 P. Schmeichel, 2 Sivebæk, 3 K. Nielsen, 4 Olsen, 5 Andersen, 6 Christofte, 7 Jensen, 8 Mølby, 9 Povlsen, 10 Elstrup, 11 Laudrup, 12 Piechnik, 13 Larsen, 14 Frank, 15 Christensen Arensøe, 16 Krogh, 17 Christiansen, 18 Vilfort, 19 P. Nielsen, 20 Bruun, CT: Møller Nielsen
Campionato d’Europa UEFA 19961 P. Schmeichel, 2 Helveg, 3 Rieper, 4 Olsen, 5 J. Høgh, 6 Schjønberg, 7 B.S. Nielsen, 8 Thomsen, 9 Beck, 10 M. Laudrup, 11 B. Laudrup, 12 Piechnik, 13 Larsen, 14 Risager, 15 E.B. Andersen, 16 L. Høgh, 17 A. Nielsen, 18 Vilfort, 19 Tøfting, 20 Laursen, 21 S. Andersen, 22 Krogh, CT: Møller Nielsen
Campionato d'Europa UEFA 20001 P. Schmeichel, 2 Schjønberg, 3 Henriksen, 4 Høgh, 5 Heintze, 6 Helveg, 7 A. Nielsen, 8 Grønkjær, 9 Tomasson, 10 Jørgensen, 11 Sand, 12 Colding, 13 Laursen, 14 B.S. Nielsen, 15 Tøfting, 16 Sørensen, 17 Goldbæk, 18 Molnar, 19 Bisgaard, 20 Gravesen, 21 Beck, 22 Kjær, CT: Johansson
Campionato d'Europa UEFA 20041 Sørensen, 2 Bøgelund, 3 Henriksen, 4 Laursen, 5 N. Jensen, 6 Helveg, 7 Gravesen, 8 Grønkjær, 9 Tomasson, 10 Jørgensen, 11 Sand, 12 Kahlenberg, 13 Krøldrup, 14 C. Jensen, 15 D. Jensen, 16 Skov-Jensen, 17 Poulsen, 18 Priske, 19 Rommedahl, 20 Perez, 21 Madsen, 22 Andersen, 23 Løvenkrands, CT: Olsen
Campionato d'Europa UEFA 20121 Andersen, 2 C. Poulsen, 3 Kjær, 4 Agger, 5 S. Poulsen, 6 Jacobsen, 7 Kvist, 8 Eriksen, 9 Krohn-Dehli, 10 Rommedahl, 11 Bendtner, 12 Bjelland, 13 Okore, 14 Schöne, 15 Silberbauer, 16 Lindegaard, 17 Pedersen, 18 Wass, 19 J. Poulsen, 20 Kahlenberg, 21 Zimling, 22 K. Schmeichel, 23 Mikkelsen, CT: Olsen
Campionato d'Europa UEFA 20201 K. Schmeichel, 2 Andersen, 3 Vestergaard, 4 Kjær, 5 Mæhle, 6 Christensen, 7 Skov, 8 Delaney, 9 Braithwaite, 10 Eriksen, 11 Skov Olsen, 12 Dolberg, 13 Jørgensen, 14 Damsgaard, 15 Nørgaard, 16 Lössl, 17 Stryger Larsen, 18 Wass, 19 Wind, 20 Poulsen, 21 Cornelius, 22 Rønnow, 23 Højbjerg, 24 Jensen, 25 Christiansen, 26 Boilesen, CT: Hjulmand
Campionato d'Europa UEFA 20241 K. Schmeichel, 2 Andersen, 3 Vestergaard, 4 Kjær, 5 Mæhle, 6 Christensen, 7 Jensen, 8 Delaney, 9 Højlund, 10 Eriksen, 11 Skov Olsen, 12 Dolberg, 13 Jørgensen, 14 Damsgaard, 15 Nørgaard, 16 Hermansen, 17 Kristiansen, 18 Bah, 19 Wind, 20 Poulsen, 21 M. Hjulmand, 22 Rønnow, 23 Højbjerg, 24 Dreyer, 25 Kristensen, 26 Bruun Larsen, CT: K. Hjulmand

### Confederations Cup
Coppa re Fahd 19951 Kjær, 2 Friis-Hansen, 3 Rieper, 4 J. Høgh, 5 Risager, 6 Schjønberg, 7 Steen Nielsen, 8 J. Hansen, 9 Strudal, 10 M. Laudrup, 11 B. Laudrup, 12 Laursen, 13 Kristensen, 14 Wieghorst, 15 Hemmingsen, 16 L. Høgh, 17 Rasmussen, 18 B. Hansen, 20 Krogh, CT: Møller Nielsen

### Giochi olimpici
Calcio ai Giochi Olimpici Estivi 1908P Drescher, D Buchwald, D H. Hansen, C Bohr, C K. Hansen, C K. Middelboe, C N. Middelboe, A Andersen, A Beck, A Bjarnholt, A Gandil, A Lindgren, A E. Middelboe, A S. Nielsen, A O. Nielsen, A Rasmussen, A Wolfhagen, CT: Williams
Calcio ai Giochi Olimpici Estivi 1912P Drescher, P S. Hansen, D Buchwald, D Castella, D H. Hansen, C Berth, C Dyrberg, C Jørgensen, C Lykke, C Malmqvist, C Middelboe, A Christoffersen, A Morville, A P. Nielsen, A S. Nielsen, A O. Nielsen, A Olsen, A Petersen, A Thufason, A Wolfhagen, CT: Østrup
Calcio ai Giochi Olimpici Estivi 1920P Graae, P S. Hansen, D Blicher, D Vil. Jørgensen, D N. Middelboe, D Ringsted, D Tarp, C Aaby, C Berth, C Grøthan, C Jensen, C Lykke, C K. Middelboe, C Thorsteinsson, A Andersen, A Dannin, A Forchhammer, A C. Hansen, A Vig. Jørgensen, A Nielsen, A Olsen, A Rohde, CT: Carr
Calcio ai Giochi Olimpici Estivi 1948P O. Jensen, P Nielsen, D Bastrup-Birk, D Colberg, D V. Jensen, D Knudsen, D Overgaard, D Petersen, C E. Hansen, C E. K. Jensen, C I. Jensen, C Ørnvold, C Pilmark, A K. A. Hansen, A J. Hansen, A J. W. Hansen, A Lundberg, A Præst, A Pløger, A Seebach, A E. Sørensen, A J. Sørensen, CT: Mountford
NOTA: Per le informazioni sulle rose successive al 1948 visionare la pagina della Nazionale olimpica.

## Commissari tecnici
- Sepp Piontek 1979-1990
- Richard Møller Nielsen 1990-1996
- Bo Johansson 1996-2000
- Morten Olsen 2000-2015
- Åge Hareide 2015-2020
- Kasper Hjulmand 2020-2024
- Lars Knudsen 2024 (ad interim)
- Brian Riemer 2024-

## Rosa attuale
Lista dei giocatori convocati per le gare di UEFA Nations League 2024-2025 del 20 e 23 marzo 2025.
Presenze e reti aggiornate al termine della seconda gara.
|  | P | Kasper Schmeichel       | 5 novembre 1986  | 113 | -96 | Celtic                |  |  |
|  | P | Mads Hermansen          | 11 luglio 2000   | 0   | 0   | Leicester City        |  |  |
|  | P | Filip Jørgensen         | 16 aprile 2002   | 0   | 0   | Chelsea               |  |  |
|  |   |                         |                  |     |     |                       |  |  |
|  | D | Jannik Vestergaard      | 3 agosto 1992    | 53  | 3   | Leicester City        |  |  |
|  | D | Joakim Mæhle            | 20 maggio 1997   | 51  | 11  | Wolfsburg             |  |  |
|  | D | Joachim Andersen        | 31 maggio 1996   | 41  | 0   | Fulham                |  |  |
|  | D | Rasmus Kristensen       | 11 luglio 1997   | 26  | 1   | Eintracht Francoforte |  |  |
|  | D | Patrick Dorgu           | 26 ottobre 2004  | 6   | 1   | Manchester Utd        |  |  |
|  | D | Mads Roerslev Rasmussen | 24 giugno 1999   | 1   | 0   | Wolfsburg             |  |  |
|  | D | Lucas Høgsberg          | 23 giugno 2006   | 0   | 0   | Nordsjælland          |  |  |
|  |   |                         |                  |     |     |                       |  |  |
|  | C | Christian Eriksen       | 14 febbraio 1992 | 142 | 44  | Svincolato            |  |  |
|  | C | Christian Nørgaard      | 10 marzo 1994    | 34  | 1   | Brentford             |  |  |
|  | C | Jesper Lindstrøm        | 29 febbraio 2000 | 18  | 1   | Everton               |  |  |
|  | C | Morten Hjulmand         | 25 giugno 1999   | 17  | 1   | Sporting Lisbona      |  |  |
|  | C | Morten Frendrup         | 7 aprile 2001    | 2   | 0   | Genoa                 |  |  |
|  | C | Victor Froholdt         | 24 febbraio 2006 | 1   | 0   | Copenaghen            |  |  |
|  |   |                         |                  |     |     |                       |  |  |
|  | A | Andreas Skov Olsen      | 29 dicembre 1999 | 39  | 8   | Club Bruges           |  |  |
|  | A | Jonas Wind              | 7 febbraio 1999  | 35  | 8   | Wolfsburg             |  |  |
|  | A | Mikkel Damsgaard        | 3 luglio 2000    | 31  | 4   | Brentford             |  |  |
|  | A | Rasmus Højlund          | 4 febbraio 2003  | 24  | 8   | Manchester Utd        |  |  |
|  | A | Gustav Isaksen          | 19 aprile 2001   | 8   | 2   | Lazio                 |  |  |
|  | A | Mika Biereth            | 8 febbraio 2003  | 2   | 0   | Monaco                |  |  |
|  | A | Conrad Harder           | 7 aprile 2005    | 1   | 0   | Sporting Lisbona      |  |  |

## Record individuali
Dati aggiornati al 10 giugno 2025.
- I giocatori in grassetto sono ancora in attività con la maglia della nazionale.

### Record di presenze
| Posizione | Giocatore         | Presenze | Reti | Periodo   |
| --------- | ----------------- | -------- | ---- | --------- |
| 1         | Christian Eriksen | 144      | 46   | 2010-     |
| 2         | Simon Kjær        | 132      | 5    | 2009-2024 |
| 3         | Peter Schmeichel  | 129      | 1    | 1987-2001 |
| 4         | Dennis Rommedahl  | 127      | 21   | 2000-2013 |
| 5         | Kasper Schmeichel | 114      | 0    | 2013-     |
| 6         | Jon Dahl Tomasson | 112      | 52   | 1997-2010 |
| 7         | Thomas Helveg     | 108      | 2    | 1994-2007 |
| 8         | Michael Laudrup   | 104      | 37   | 1982-1998 |
| 9         | Martin Jørgensen  | 102      | 12   | 1998-2010 |
| 9         | Morten Olsen      | 102      | 4    | 1970-1989 |

### Record di reti
| Posizione | Giocatore            | Reti | Presenze | Periodo   |
| --------- | -------------------- | ---- | -------- | --------- |
| 1         | Jon Dahl Tomasson    | 52   | 112      | 1997-2010 |
| 1         | Poul Nielsen         | 52   | 38       | 1910-1925 |
| 3         | Christian Eriksen    | 46   | 144      | 2010-     |
| 4         | Pauli Jørgensen      | 44   | 47       | 1925-1939 |
| 5         | Ole Madsen           | 42   | 50       | 1958-1969 |
| 6         | Preben Elkjær Larsen | 38   | 69       | 1977-1988 |
| 7         | Michael Laudrup      | 37   | 104      | 1982-1998 |
| 8         | Nicklas Bendtner     | 30   | 81       | 2006-2018 |
| 9         | Henning Enoksen      | 29   | 54       | 1958-1966 |
| 10        | Michael Rohde        | 22   | 40       | 1915-1931 |